# Gustaf Trägårdh (psykiater)

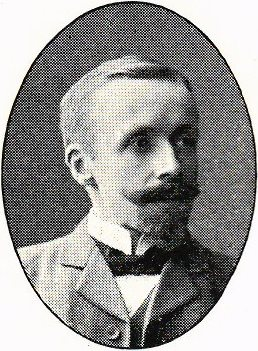
Carl Gustaf Trägårdh.

Carl Gustaf Trägårdh, född 1 april 1869 i Kalmar, död 7 januari 1913 i Vänersborg, var en svensk psykiater. 
Trägårdh blev student vid Lunds universitet 1887, medicine kandidat 1896 och medicine licentiat 1903. Han var amanuens vid Lunds hospital 1903–1905, tillförordnad underläkare vid Kristinehamns hospital 1904, underläkare vid Stockholms stads allmänna försörjningsinrättning 1905–1906 och vid Vänersborgs hospital 1906–1907, biträdande hospitalsläkare vid sistnämnda hospital 1907–1908, tillförordnad hospitalsläkare vid Lunds hospital 1908–1909, biträdande hospitalsläkare vid Göteborgs hospital 1909–1911 och hospitalsläkare vid Vänersborgs hospital och asyl från 1911.